# 1196
| 1196               |
| ------------------ |
| Dødsfald - Fødsler |
|                    |

| Gregoriansk kalender | 1196 MCXCVI             |
| Ab urbe condita      | 1949                    |
| Armensk kalender     | 645 ԹՎ ՈԽԵ              |
| Kinesiske kalender   | 3892 – 3893 乙卯 – 丙辰 |
| Etiopisk kalender    | 1188 – 1189             |
| Jødisk kalender      | 4956 – 4957             |
| Hindukalendere       |                         |
| - Vikram Samvat      | 1251 – 1252             |
| - Shaka Samvat       | 1118 – 1119             |
| - Kali Yuga          | 4297 – 4298             |
| Iransk kalender      | 574 – 575               |
| Islamisk kalender    | 592 – 593               |

Konge i Danmark: Knud 6. 1182-1202
Se også 1196 (tal)